# Vermilion River (Illinois River)
Der Vermilion River ist ein linker Nebenfluss des Illinois River im  US-Bundesstaat Illinois. Der Fluss ist 120 km lang und entwässert ein Areal von 3420 km².
Der Vermilion River entsteht am Zusammenfluss von South Fork und North Fork Vermilion River im Livingston County. Er fließt in überwiegend nordöstlicher Richtung in den LaSalle County. Er durchströmt dabei die Kleinstädte Pontiac und Streator. Bei der Ortschaft Oglesby, gegenüber der Stadt LaSalle, mündet der Vermilion River in den Illinois River. Nahe der Mündung liegt der Matthiessen State Park und das Margery C. Carlson Nature Preserve.